# Jiříkov (Kámen)

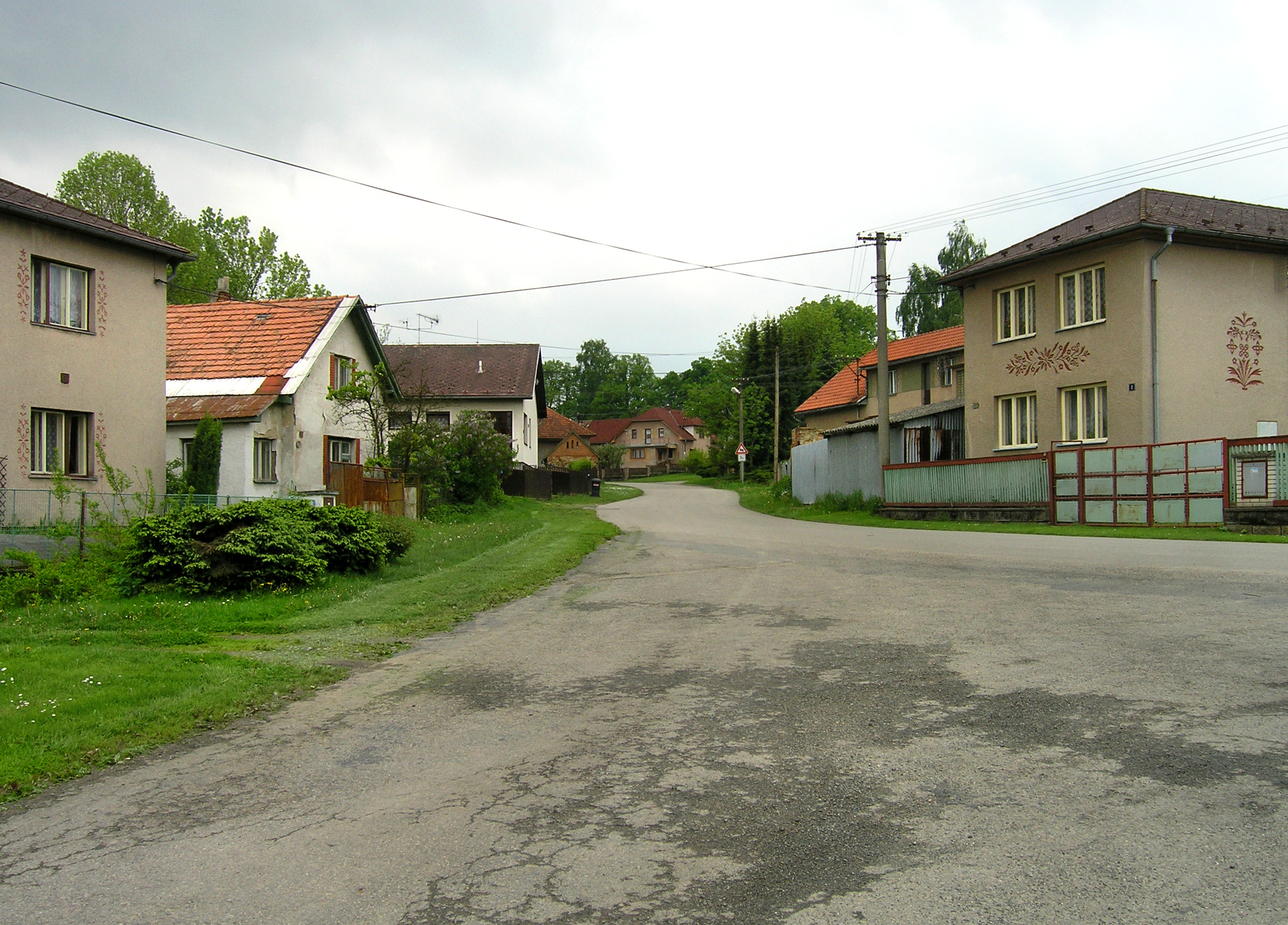
Dorfplatz

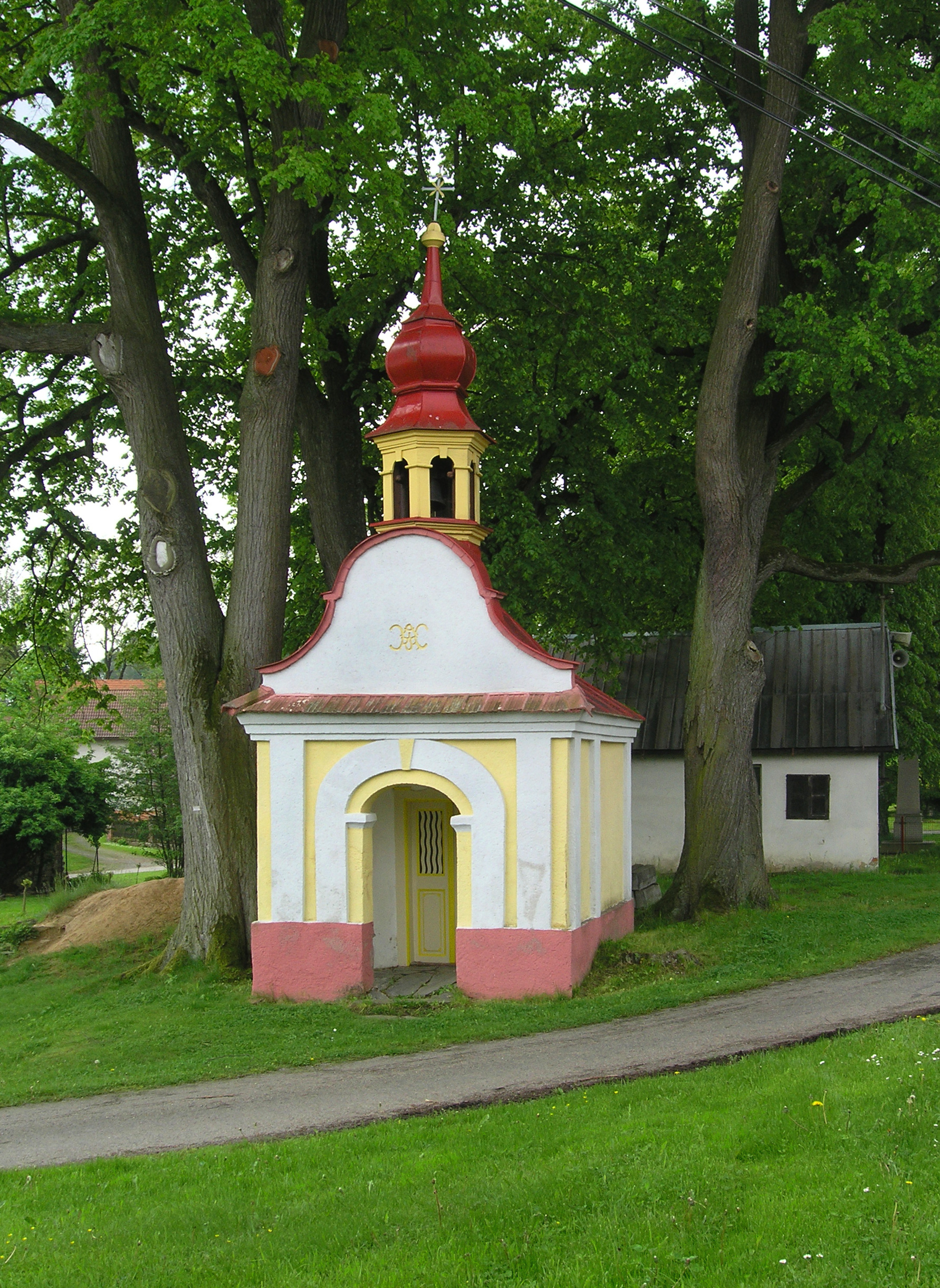
Kapelle

Jiříkov (deutsch Jirzikow, 1939–45 Jirschikau) ist ein Ortsteil der Gemeinde Kámen in Tschechien. Er liegt fünf Kilometer südöstlich von Habry und gehört zum Okres Havlíčkův Brod.

## Geographie
Jiříkov befindet sich linksseitig über dem Tal des Baches Jiříkovský potok bzw. Sázavka in der Hornosázavská pahorkatina (Hügelland an der oberen Sázava). Nördlich liegt der Teich Jiříkovský rybník (Neuer Teich), östlich das Sumpfgebiet Havranka (Alter Teich). Im Südosten erhebt sich der Vizáb (599 m n.m.), südwestlich der U kapličky (581 m n.m.). Zwei Kilometer westlich des Dorfes verläuft die Staatsstraße I/38 zwischen Habry und Havlíčkův Brod.
Nachbarorte sind Miřátky, Jiříkovský Mlýn und Leškovice im Norden, Cihelna, Vepříkov, Květinov und Nejepín im Nordosten, Jedlina, Zálesí, Klouzovy, Smíchov und Nový Dvůr im Osten, Rankov, Jilem, Sedletínský Dvůr, Sedletín und Veselá im Südosten, Olešná und Skuhrov im Süden, Kámen, Tis und Kněž im Südwesten, Nový Dvůr, Zboží und Bačkov im Westen sowie Lubno und Proseč im Nordwesten.

## Geschichte
Jiříkov wurde wahrscheinlich im 12. oder 13. Jahrhundert in der Nähe eines bedeutsamen Handelsweges nach Mähren – des Haberner Steiges – durch das Benediktinerkloster Wilmzell gegründet. Die erste schriftliche Erwähnung des Dorfes erfolgte 1318 als Besitz des Petrus de Jurzycow (Petr z Juříkova). Jurzycow gehörte bis zu den Hussitenkriegen mit 26 weiteren Dörfern zur Haberner Klosterherrschaft. Nach der Zerstörung des Klosters durch die Hussiten bemächtigten sich zunächst verschiedene weltliche Herren des umfangreichen Klosterbesitzes, schließlich fielen die Herrschaften Habry und Světlá König Sigismund zu. Dieser überließ sie nach 1429 Nikolaus I. Trčka von Lípa der, die Güter seiner Herrschaft Lipnice zuschlug. Nach der Verlegung des Herrschaftssitzes nach Světlá wurde das Dorf Teil der Herrschaft Světlá. Der heutige Ortsname Jiříkov bildete sich im 17. Jahrhundert heraus.
Nach der Ermordung von Adam Erdmann Trčka von Lípa konfiszierte Kaiser Ferdinand II. am 29. März 1634 dessen Güter und die seines Vaters Jan Rudolf Trčka von Lípa; das Konfiskationspatent wurde im Mai 1636 durch den Reichshofrat in Wien bestätigt. Ferdinand II. ließ die Herrschaft Světlá in landtäflige Güter zerstückeln und verkaufte sie Günstlingen. Jiříkov wurde der Herrschaft Habern zugeordnet, die 1636 der kaiserliche General Johann Reinhard von Walmerode auf Nymburk erwarb. Dieser zeigte wenig Interesse an dem neuen Besitz, fand dafür aber keinen Käufer. In der berní rula von 1654 sind für Jiříkov drei Großbauern und ein Gärtner ausgewiesen, drei weitere Bauernhöfe und zwei Chaluppen lagen wüst. Die Niedere Gerichtsbarkeit über Jiříkov übte der Rychtář von Tis aus. Im Jahre 1666 kaufte Johanna Eusebia Barbara Zdiarsky von Zdiar die Herrschaft Habry von den minderjährigen Walmerodschen Erben. Die angeheiratete Reichsgräfin Caretto di Millesimo verkaufte Habry 1681 an Johann Sebastian von Pötting und Persing auf Žáky. 1808 verkaufte Adolph von Pötting und Persing die Herrschaft Habern mit den angeschlossenen Gütern Tieß und Zboží an Johann von Badenthal, von dem sie 1814 sein Sohn Joseph erbte. 1818 wurde eine Dorfschule eröffnet.
Im Jahre 1840 bestand das im Caslauer Kreis gelegene Dorf Giřikow bzw. Jiřikow aus 28 Häusern, in denen 189 Personen lebten. Abseits lagen eine Mühle und das herrschaftliche Hegerhaus Jedlina. Pfarrort war Habern. Bis zur Mitte des 19. Jahrhunderts blieb Giřikow der Herrschaft Habern untertänig.
Nach der Aufhebung der Patrimonialherrschaften bildete Jiříkov ab 1849 eine Gemeinde im Gerichtsbezirk Habern. Ab 1868 gehörte der Ort zum Bezirk Časlau. Franz von Puthon, der 1862 die Grundherrschaft Habern mit Tieß und Zboží erworben hatte, verkaufte sie 1869 an Franz Altgraf von Salm-Reifferscheidt-Hainspach auf Světlá. 
1869 hatte Jiříkov 200 Einwohner und bestand aus 29 Häusern. Nach dem Tode des Franz von Salm-Reifferscheidt fiel die Grundherrschaft 1887 seiner Schwester Johanna verw. von Thun und Hohenstein auf Klösterle und Žehušice zu, 1892 erbte ihr Sohn Joseph Oswald von Thun-Hohenstein-Salm-Reifferscheidt den Großgrundbesitz. Im Jahre 1900 lebten in Jiříkov 216 Menschen, 1910 waren es 225. Im Jahre 1908 eröffnete eine Dorfschule. Die Freiwillige Feuerwehr wurde 1929 gegründet. 1930 hatte Jiříkov 204 Einwohner und bestand aus 33 Häusern. 1949 wurde die Gemeinde dem Okres Chotěboř zugeordnet, seit der Gebietsreform von 1960 gehört sie zum Okres Havlíčkův Brod. Im Jahre 1964 erfolgte die Eingemeindung nach Kámen. Beim Zensus von 2001 lebten in den 32 Häusern des Dorfes 74 Personen. 

## Ortsgliederung
Zu Jiříkov gehören die Einschichten Jedlina und Jiříkovský Mlýn.
Der Ortsteil bildet den Katastralbezirk Jiříkov u Kamene.

## Sehenswürdigkeiten
- Kapelle, umgeben von alten Linden auf dem Dorfplatz. Sie entstand wahrscheinlich im 18. Jahrhundert; die im Ersten Weltkrieg requirierte Glocke trug die Jahreszahl 1776. Nach der 2015 erfolgten Restaurierung wurde sie 2016 neu geweiht.
- Gedenkstein für die Gefallenen des Ersten Weltkrieges, enthüllt 1928
- Teich Jiříkovský rybník
- Naturreservat Havranka